# Nacional (Zeitschrift)
Nacional ist eine kroatische Zeitschrift aus Zagreb. Die Zeitung ist Mitglied im journalistischen Recherche-Netzwerk European Investigative Collaboration (EIC).

## Geschichte
Nacional wurde 1995 unter anderem von den kroatischen Journalisten Denis Kuljiš und Ivo Pukanić gegründet. Sie zählte während der Regierungszeit von Franjo Tuđmans HDZ neben der Feral Tribune zu einer der wenigen unabhängigen und regierungskritischen Medien im jungen Kroatien. Nacional attackierte die Regierung mit teils fragwürdigen Berichten, durch die das Magazin zwar bekannter wurde, die aber meistens auf angeblichen Zeugenaussagen anonymer Personen oder gar fiktiver Zeugen beruhten. Pukanić soll Informanten mit wichtigen Funktionen in Tuđmans Regierung gehabt haben. In der Endphase zur Regierungswahl am 3. Januar 2000 kam es zu intensiveren Angriffen auf die HDZ, die schließlich die Wahl gegen die SDP verlor.

## Recherchen
Nach einem Bericht, in dem die damalige Regierung unter Tuđman und die kroatische Geheimpolizei SZUP beschuldigt wurden, dem Fußballverein Croatia (seit 2000 wieder Dinamo Zagreb) 1999 die Meisterschaft verschafft zu haben, wurden der Chefredakteur Ivo Pukanić und der Reporter Robert Bajrusi am 7. Juni 1999 von der Polizei festgenommen und nach ihren Quellen für diesen Bericht ausgefragt. Anschließend wurden die Geschäftsräume der Nacional und die Wohnräume der Redakteure und des damaligen Justizministers Miroslav Šeparović durchsucht.

## Anschlag
Der Chefredakteur Ivo Pukanić sowie der Marketingdirektor des Nacional, Niko Franjić, wurden am 23. Oktober 2008 bei einem Bombenanschlag im Innenhof der NCL-Mediengruppe durch eine Autobombe getötet, noch bevor sie in das auto eingestiegen waren.
Pukanić war, nach eigenen Aussagen, bereits im April 2008 Ziel eines Attentates vor seinem Haus in Zagreb, bei dem ein unbekannter Täter auf ihn schoss, ihn mit dem ersten Schuss aber verfehlte, beim zweiten Schuss klemmte die Waffe. Danach erhielt er Polizeischutz, der aber auf seinen eigenen Wunsch im August eingestellt wurde, wie Innenminister Tomislav Karamarko erklärte.
Pukanić wurde einerseits für seine Arbeit gelobt. Kritiker warfen ihm aber auch eine zu große Nähe zu einigen Politikern und einem mutmaßlichen Mafiaboss Hrvoje Petrac vor. Im Sommer 2008 wurde er aus dem Berufsverband der Journalisten ausgeschlossen, nachdem er, mit aktiver Hilfe seiner Kontakte bei der Polizei, seine Ehegattin zwangsweise in die Psychiatrie einliefern ließ. Die Süddeutsche Zeitung wies darauf hin, dass der Mord auch auf eine Vendetta zwischen dem ehemaligen Verteidigungsminister Kroatiens Zagorec und Pukanićs Freund Petrac zurückgehen könnte.
Der Mord an Pukanic bedeutete einen Rückschlag für die damalige kroatische Regierung bei ihren Verhandlungen für einen Beitritt zur EU. Der Vorsitzende der konservativen Kroatischen Demokratischen Gemeinschaft sagte nach dem Mord, seine Regierung werde es nicht zulassen, dass "Kroatien zu einem Beirut wird".